# Tauber
Tauber er en 122 km lang flod i Franken i Tyskland. Det er en sydlig biflod til Main. Navnet har keltisk oprindelse, og betyder (mørkt) vand.
Vigtige byer ved Tauber er Rothenburg ob der Tauber, Creglingen, Weikersheim, Bad Mergentheim og Tauberbischofsheim. Den munder ud i Main ved Wertheim am Main.

## Bifloder og afvandingsområde
Tauber afvandingsområde er omkring 1800 km², hvoraf de  660 ligger i Bayern. Vigtigste bifloder er Gollach ved Bieberehren, Vorbach ved Weikersheim, Umpfer ved Königshofen samt  Grünbach ved Gerlachsheim.